# Operclipygus lucanoides
Operclipygus lucanoides  (лат.) — вид жуков-карапузиков из семейства Histeridae (Histerinae, Exosternini).
Южная Америка: Суринам, Французская Гвиана. Длина 2,65—2,68 мм, ширина 1,81—1,83 мм. Цвет красновато-коричневый. Тело овальное с параллельными боками. Мандибулы с крупным базальным зубцом. Вид описан в 2013 году энтомологами Майклом Катерино (Michael S. Caterino) и Алексеем Тищечкиным (Santa Barbara Museum of Natural History, Санта-Барбара, США) и отнесён к видовой группе O. sulcistrius group.